# Місіонерська церква Копімізму

Символ Копімізму

Ctrl-C, Ctrl-V

Місіонерська церква Копімізму (англ. Missionary Church of Kopimism) — спільнота, що виступає за вільний обмін інформацією, яку вважає священною. Рух засновано у Швеції, й відповідно до національного законодавства офіційно визнаний релігією. Засновником нового релігійного руху є 19-річний студент філософії Ісак Герсон.
Група, яка називає себе «Церквою Копімізму» (від англ. copy me — «скопіюй мене») пов'язана з «Піратським рухом» Швеції, який виступає за вільне розповсюдження інформації і проти захисту авторських прав. Реєстрація групи, як релігійної організації базувалась на Шведській Конституції (Глава 2. § 1), в якій сказано, що кожен громадянин має гарантовану свободу віросповідання: право поодинці або спільно з іншими сповідувати свою релігію.
Священними символами нового культу є сполучення клавіш Ctrl+C, Ctrl+V (копіювати/вставити).

## Релігійна система вірувань
Місіонерська церква Копімізму є релігійною групою з центром у Швеції, яка вважає, що вільне копіювання та обмін інформацією є найпрекраснішим, що може бути. «Якщо ви копіюєте інформацію, хтось буде вам за це вдячний і ви робите щось добре».
«Заповіді» церкви:
- Усі знання для всіх (англ. All knowledge to all)
- Пошук знання є священним (англ. The search for knowledge is sacred)
- Поширення знань є священним (англ. The circulation of knowledge is sacred)
- Копіювання є священним (англ. The act of copying is sacred)

Всі люди повинні мати доступ до всієї інформації.
Спілкування це святе. Зв'язок потребує поваги. Прямим гріхом є моніторинг й підслуховування людей.